# Roberto Ciotti
 (Roma, 20 febbraio 1953 – Roma, 31 dicembre 2013) è stato un chitarrista italiano.

## Biografia
Avvicinandosi al jazz e al blues, Roberto Ciotti entra nel gruppo di rock progressivo dei Blue Morning, formato da Maurizio Giammarco (sax), Nino De Rose (vibrafono), Franco Tallarita (basso), Alvise Sacchi (Batteria).  Nel 1973, dopo l'uscita di De Rose e Tallarita, al quale subentra Sandro Ponzoni, registra l'unico album omonimo, prodotto da Antonello Venditti e pubblicato dalla IT, la casa discografica di Vincenzo Micocci, su etichetta Tomorrow. Con il gruppo partecipa, nello stesso anno, alle registrazioni dell'album Alice non lo sa di Francesco De Gregori.
Dopo l'incisione del disco forma, sempre con Ponzoni e Minotti, il trio Big Fat Mama, che effettua numerosi tour nel biennio 1974-1975, senza però incidere alcun album. Conosce quindi Edoardo Bennato, con cui collabora come chitarrista negli album La torre di Babele e Burattino senza fili (collaborerà nuovamente con il cantautore partenopeo nel 1990); firma quindi un contratto con la Cramps, per cui pubblica i suoi primi due LP da solista, in cui si accosta al blues.
Il 27 giugno del 1980, alle ore 16:00 circa, apre allo stadio di San Siro il concerto milanese di Bob Marley.
Il terzo album, pubblicato con la RCA Italiana, Rockin' Blues del 1982, viene presentato interamente nel corso di 12 puntate del programma televisivo Mister Fantasy, condotto da Carlo Massarini.
Firma anche la colonna sonora di Provocazione (1988) di Piero Vivarelli. Ha inoltre partecipato alla realizzazione delle colonne sonore dei film di Gabriele Salvatores: Marrakech Express (1989) e Turné (1990). Scrive anche la colonna sonora della commedia noir L'anno prossimo vado a letto alle dieci (1995) di Angelo Orlando, dove compare in una scena, mentre canta e suona la chitarra sotto la pioggia, sotto un ombrello piantato a terra.
Nel 2006 scrive la sua autobiografia, edita da Castelvecchi ed intitolata Unplugged a cui allega un cd acustico con i suoi grandi successi. Il libro viene accolto positivamente dalla critica e permette di conoscere in modo più approfondito la vita del bluesman romano. Nel 2010, il compositore-chitarrista amico Giovanni Tangorra gli dedica Blues my home, nel suo secondo cd.
Muore a Roma nel 2013, all'età di 60 anni, per una malattia al pancreas. Riposa nel cimitero Flaminio.
Il cantautore Federico Zampaglione lo ha celebrato nell'album Ho cambiato tante case dei Tiromancino, dedicandogli la canzone Testaccio blues, in cui sottolinea che la decisione di diventare un musicista è nata assistendo, da ragazzo, insieme a suo padre,  ad un suo concerto nel locale "Big Mama" a Roma.

## Discografia

### Album in studio
- 1973 – Blue Morning
- 1978 – Supergasoline Blues
- 1979 – Bluesman
- 1982 – Rockin' Blues
- 1989 – No More Blue
- 1992 – Road'n'Rail
- 1994 – King of Nothing
- 1996 – Changes
- 1999 – Walking
- 2002 – Behind the Door
- 2010 – Troubles & Dreams
- 2013 – Equilibrio Precario

### Album dal vivo
- 2008 – My Blues

### Raccolte
- 1992 – Marrakech Express - Turné

### Apparizioni
- 1973 – Alice non lo sa di Francesco De Gregori
- 1976 – La torre di Babele di Edoardo Bennato
- 1977 – Burattino senza fili di Edoardo Bennato
- 1990 – Edo rinnegato di Edoardo Bennato

## Riconoscimenti
- Ciak d'oro
  - 1990 – Candidatura alla migliore colonna sonora per Marrakech Express